# Albeck (Autriche)
Pour les articles homonymes, voir Albeck.

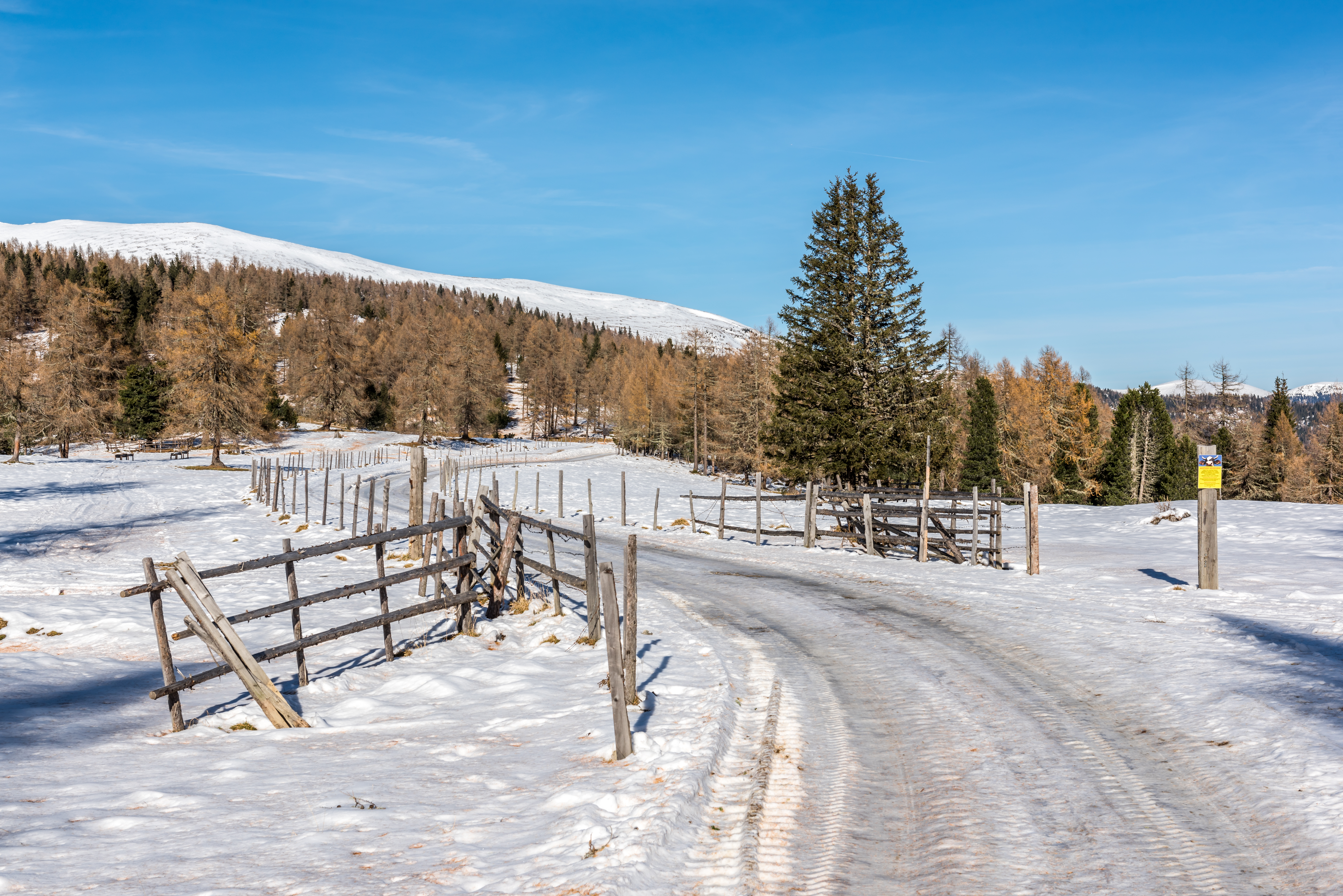
Fin d'automne sur un chemin près du hameau de Seebachern, Albeck. Novembre 2017.

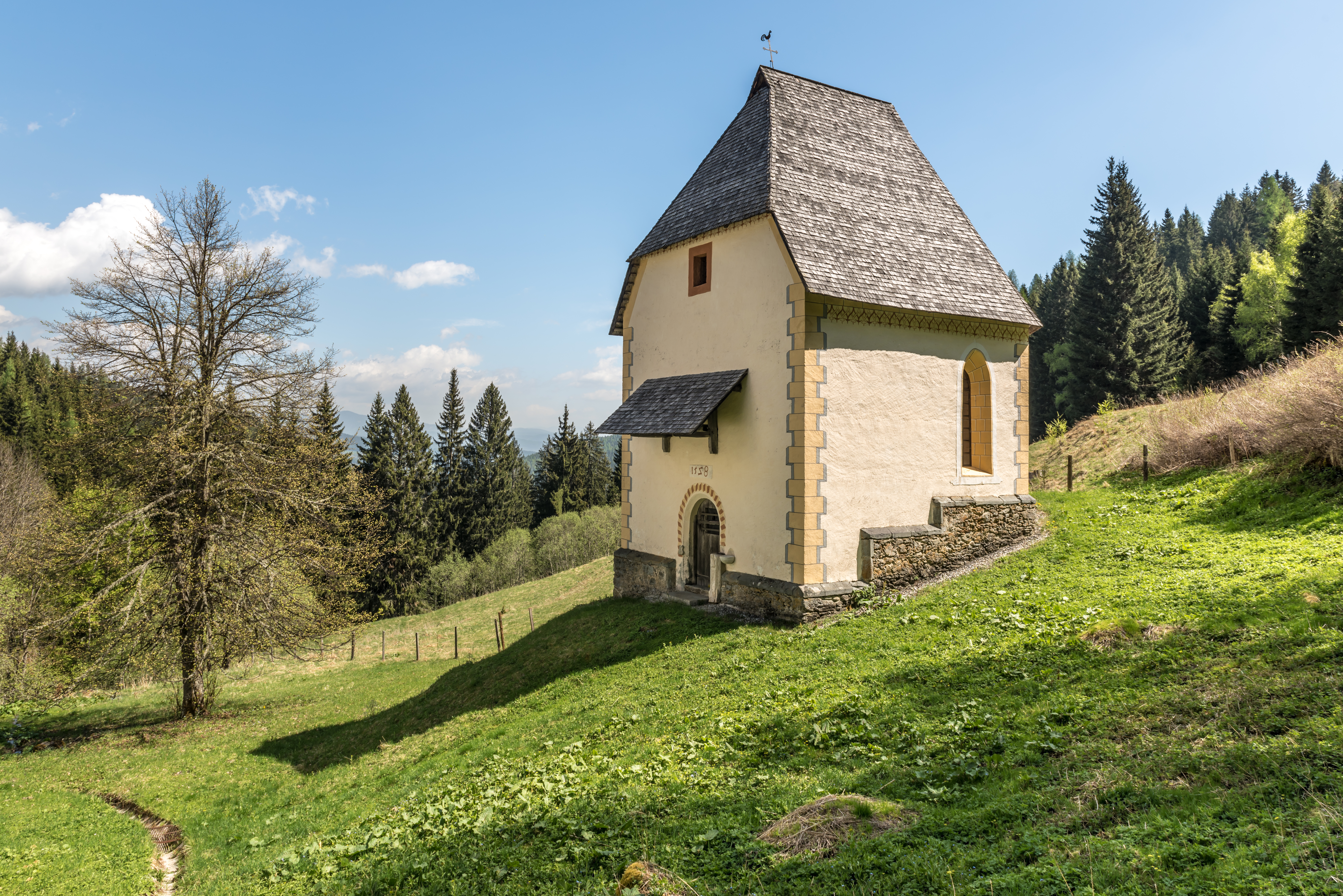
La chapelle Leonard à Benesirnitz à Albeck. La chapelle date de 1528. La photo de mai 2015.

Albeck est une commune autrichienne du district de Feldkirchen en Carinthie.

## Jumelages
La ville d'Albeck est jumelée avec :
- Langenau (Allemagne) ;
- Fiume Veneto (Italie).